# Europas Grand Prix 2012
Europas Grand Prix 2012, officiellt 2012 Formula 1 Grand Prix of Europe, var en Formel 1-tävling som hölls den 24 juni 2012 på Valencia Street Circuit i Valencia, Spanien. Det var den åttonde tävlingen av Formel 1-säsongen 2012 och kördes över 57 varv. Vinnare av loppet blev Fernando Alonso för Ferrari, tvåa blev Kimi Räikkönen för Lotus, och trea blev Michael Schumacher för Mercedes.

## Kvalet
| KR.  | Nr | Förare             | Konstruktör          | Q1        | Q2       | Q3       | Grid |
| ---- | -- | ------------------ | -------------------- | --------- | -------- | -------- | ---- |
| 1    | 1  | Sebastian Vettel   | Red Bull-Renault     | 1.39,626  | 1.38,530 | 1.38,086 | 1    |
| 2    | 4  | Lewis Hamilton     | McLaren-Mercedes     | 1.39,169  | 1.38,616 | 1.38,410 | 2    |
| 3    | 18 | Pastor Maldonado   | Williams-Renault     | 1.38,825  | 1.38,570 | 1.38,475 | 3    |
| 4    | 10 | Romain Grosjean    | Lotus-Renault        | 1.39,530  | 1.38,489 | 1.38,505 | 4    |
| 5    | 9  | Kimi Räikkönen     | Lotus-Renault        | 1.39,464  | 1.38,531 | 1.38,513 | 5    |
| 6    | 8  | Nico Rosberg       | Mercedes             | 1.39,061  | 1.38,504 | 1.38,623 | 6    |
| 7    | 14 | Kamui Kobayashi    | Sauber-Ferrari       | 1.39,651  | 1.38,703 | 1.38,741 | 7    |
| 8    | 12 | Nico Hülkenberg    | Force India-Mercedes | 1.39,009  | 1.38,689 | 1.38,752 | 8    |
| 9    | 3  | Jenson Button      | McLaren-Mercedes     | 1.39,622  | 1.38,563 | 1.38,801 | 9    |
| 10   | 11 | Paul di Resta      | Force India-Mercedes | 1.38,858  | 1.38,519 | 1.38,992 | 10   |
| 11   | 5  | Fernando Alonso    | Ferrari              | 1.39,409  | 1.38,707 |          | 11   |
| 12   | 7  | Michael Schumacher | Mercedes             | 1.39,447  | 1.38,770 |          | 12   |
| 13   | 6  | Felipe Massa       | Ferrari              | 1.39,388  | 1.38,780 |          | 13   |
| 14   | 19 | Bruno Senna        | Williams-Renault     | 1.39,449  | 1.39,207 |          | 14   |
| 15   | 15 | Sergio Pérez       | Sauber-Ferrari       | 1.39,353  | 1.39,358 |          | 15   |
| 16   | 20 | Heikki Kovalainen  | Caterham-Renault     | 1.40,087  | 1.40,295 |          | 16   |
| 17   | 16 | Daniel Ricciardo   | Toro Rosso-Ferrari   | 1.39,924  | 1.40,358 |          | 17   |
| 18   | 17 | Jean-Éric Vergne   | Toro Rosso-Ferrari   | 1.40,203  |          |          | 18   |
| 19   | 2  | Mark Webber        | Red Bull-Renault     | 1.40,395  |          |          | 19   |
| 20   | 21 | Vitalij Petrov     | Caterham-Renault     | 1.40,457  |          |          | 20   |
| 21   | 22 | Pedro de la Rosa   | HRT-Cosworth         | 1.42,171  |          |          | 21   |
| 22   | 23 | Narain Karthikeyan | HRT-Cosworth         | 1.42,527  |          |          | 22   |
| 23   | 25 | Charles Pic        | Marussia-Cosworth    | 1.42,675  |          |          | 23   |
| DNS1 | 24 | Timo Glock         | Marussia-Cosworth    | Ingen tid |          |          | —    |

| Vidare från första kvalrundan ▬▬ Vidare från andra kvalrundan ▬▬ |

- ^1  — Timo Glock kunde inte delta i kvalet eftersom han blivit drabbad av en sjukdom. Han kunde därför inte starta loppet.[1][2]

## Loppet
| Pos. | Nr | Förare             | Konstruktör          | Varv | Tid             | Grid | P  |
| ---- | -- | ------------------ | -------------------- | ---- | --------------- | ---- | -- |
| 1    | 5  | Fernando Alonso    | Ferrari              | 57   | 1:44.16,649     | 11   | 25 |
| 2    | 9  | Kimi Räikkönen     | Lotus-Renault        | 57   | +6,421          | 5    | 18 |
| 3    | 7  | Michael Schumacher | Mercedes             | 57   | +12,639         | 12   | 15 |
| 4    | 2  | Mark Webber        | Red Bull-Renault     | 57   | +13,628         | 19   | 12 |
| 5    | 12 | Nico Hülkenberg    | Force India-Mercedes | 57   | +19,993         | 8    | 10 |
| 6    | 8  | Nico Rosberg       | Mercedes             | 57   | +21,176         | 6    | 8  |
| 7    | 11 | Paul di Resta      | Force India-Mercedes | 57   | +22,866         | 10   | 6  |
| 8    | 3  | Jenson Button      | McLaren-Mercedes     | 57   | +24,653         | 9    | 4  |
| 9    | 15 | Sergio Pérez       | Sauber-Ferrari       | 57   | +27,777         | 15   | 2  |
| 10   | 19 | Bruno Senna        | Williams-Renault     | 57   | +35,961         | 14   | 1  |
| 11   | 16 | Daniel Ricciardo   | Toro Rosso-Ferrari   | 57   | +37,041         | 17   |    |
| 12   | 18 | Pastor Maldonado   | Williams-Renault     | 57   | +54,6301        | 3    |    |
| 13   | 21 | Vitalij Petrov     | Caterham-Renault     | 57   | +1.15,871       | 20   |    |
| 14   | 20 | Heikki Kovalainen  | Caterham-Renault     | 57   | +1.34,654       | 16   |    |
| 15   | 25 | Charles Pic        | Marussia-Cosworth    | 57   | +1.36,551       | 23   |    |
| 16   | 6  | Felipe Massa       | Ferrari              | 56   | +1 varv         | 13   |    |
| 17   | 22 | Pedro de la Rosa   | HRT-Cosworth         | 56   | +1 varv         | 21   |    |
| 18   | 23 | Narain Karthikeyan | HRT-Cosworth         | 56   | +1 varv         | 22   |    |
| 19   | 4  | Lewis Hamilton     | McLaren-Mercedes     | 55   | Kollision       | 2    |    |
| Ret  | 10 | Romain Grosjean    | Lotus-Renault        | 40   | Generator       | 4    |    |
| Ret  | 1  | Sebastian Vettel   | Red Bull-Renault     | 33   | Generator       | 1    |    |
| Ret  | 14 | Kamui Kobayashi    | Sauber-Ferrari       | 33   | Kollisionsskada | 7    |    |
| Ret  | 17 | Jean-Éric Vergne   | Toro Rosso-Ferrari   | 26   | Kollisionsskada | 18   |    |
| DNS  | 24 | Timo Glock         | Marussia-Cosworth    | 0    | Sjukdom         |      |    |

| Förare och stall som tog poäng ▬▬ |

- ^1  — Pastor Maldonado fick 20 sekunders tidstillägg för att ha orsakat en kollision med Lewis Hamilton.[3]

## Ställning efter loppet
|     | Pos. | Förare           | Poäng |
| --- | ---- | ---------------- | ----- |
| ▲ 1 | 1    | Fernando Alonso  | 111   |
| ▲ 2 | 2    | Mark Webber      | 91    |
| ▼ 2 | 3    | Lewis Hamilton   | 88    |
| ▼ 1 | 4    | Sebastian Vettel | 85    |
| ▬   | 5    | Nico Rosberg     | 75    |

|   | Pos. | Konstruktör      | Poäng |
| - | ---- | ---------------- | ----- |
| ▬ | 1    | Red Bull-Renault | 176   |
| ▬ | 2    | McLaren-Mercedes | 137   |
| ▬ | 3    | Lotus-Renault    | 126   |
| ▬ | 4    | Ferrari          | 122   |
| ▬ | 5    | Mercedes         | 92    |

- Notering: Endast de fem bästa placeringarna i vardera mästerskap finns med på listorna.